# Duas Estradas
Duas Estradas là một đô thị thuộc bang Paraíba, Brasil. Đô thị này có diện tích 26,361 km², dân số năm 2007 là 2890 người, mật độ 109,6 người/km².